# 찰턴 (런던)

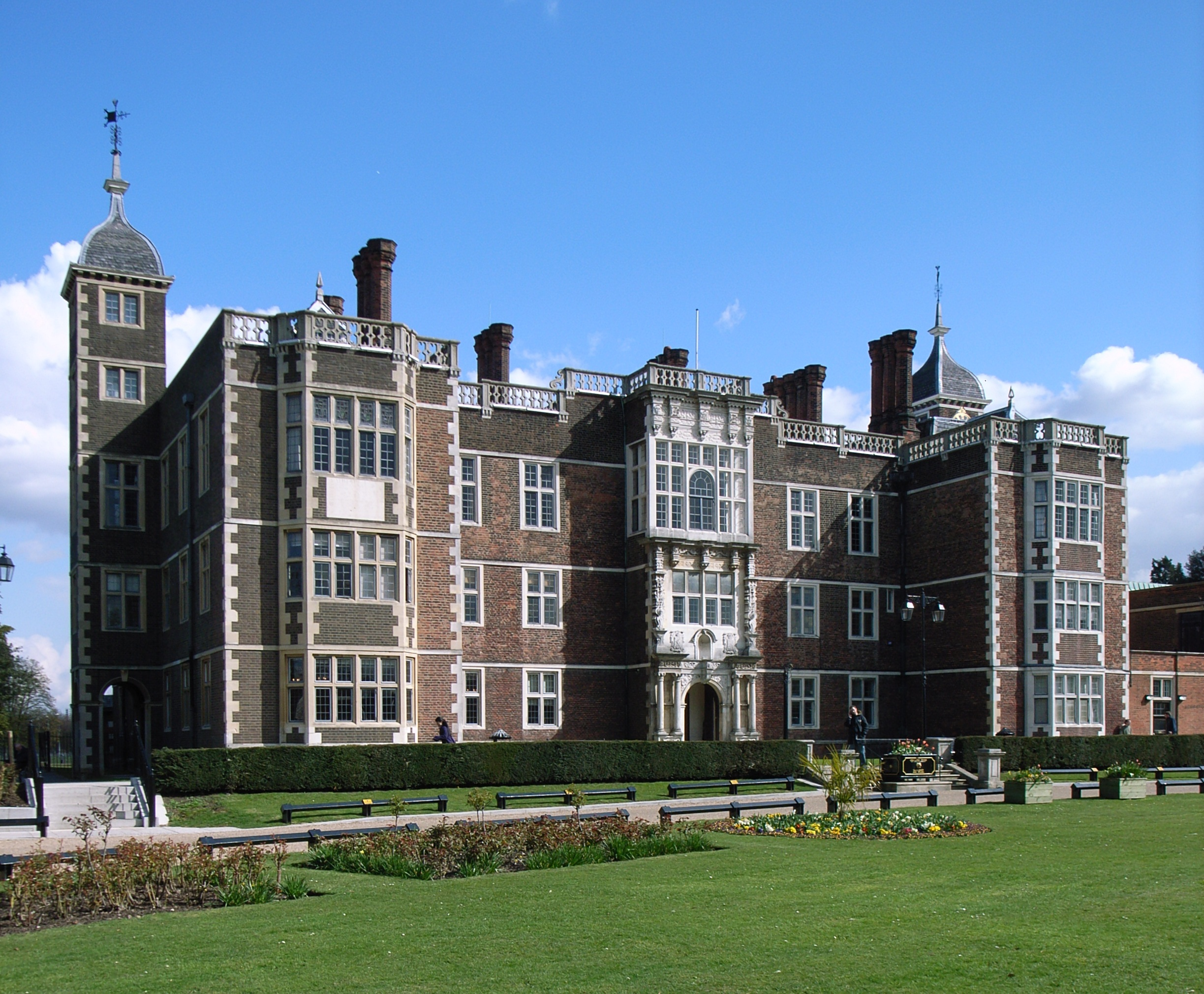
찰턴 하우스.

찰턴(Charlton)은 런던 남동부의 한 지역이다.